# Hans Rottenhammer

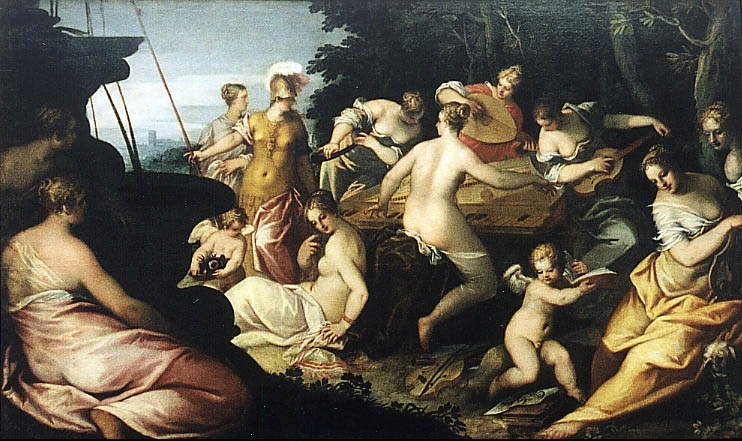
Minerva y las Musas, 1603. Óleo sobre lienzo, 184 x 307 cm. Núremberg, Germanisches Nationalmuseum.

Johann Rottenhammer o Hans Rottenhammer (Múnich, 1564-Augsburgo, 14 de agosto de 1625) fue un pintor, dibujante y coleccionista de arte alemán. Se especializó en pinturas de gran acabado y pequeña escala.

## Biografía
Nació en Múnich, donde estudió hasta 1588 con Hans Donauer el Viejo. Entre 1593 y 1594 (y quizás antes) estuvo en Roma, y posteriormente se estableció en Venecia desde 1595 o 1596 hasta 1606, antes de regresar a Alemania y establecerse en Augsburgo, donde también trabajó en Múnich. Murió en Augsburgo, aparentemente en la pobreza y, según algunas fuentes, alcohólico. 

## Trayectoria
Ganó cierta reputación en Venecia por una serie de miniaturas de gran acabado realizadas en cobre, y sobre temas religiosos y mitológicos, en los que combinaba elementos estilistas alemanes e italianos. El uso de soportes de cobre para la pintura fue cada vez más popular en este período debido a la mayor disponibilidad del cobre, así como al deseo de replicar el impacto que tenía en los temas pintados, impregnándolos de luminosidad (por lo que Rottenhammer era bien conocido). En particular, combinaba la tradición paisajista del norte con el estilo composicional y figurativo de Tintoretto y Paolo Veronese. Durante su estancia en Venecia, Rottenhammer realizó una copia de la pintura de Alberto Durero, La fiesta del Rosario, hasta el siglo XIX en posesión de la familia Grimani en Venecia, pero que desde entonces se considera desaparecida. Fue el primer artista alemán en especializarse en pinturas de gabinete.</ref>
En Roma conoció a los primeros miembros del movimiento bamboccianti, un círculo de artistas nórdicos, y mantuvo un contacto regular con Paul Brill, artista flamenco que vivía en Roma, a quien enviaba placas con imágenes creadas para él para utilizar como paisajes, según una carta de un comerciante de 1617. También colaboró con Jan Brueghel el Viejo de forma similar. En 1600 recibió el encargo de pintar un Festín de los Dioses para el emperador Rodolfo II de Habsburgo, obra que actualmente se encuentra en el Museo del Hermitage. Un buen ejemplo de su estilo temprano, en el que se acerca a Tintoretto, es su Muerte de Adonis en el Louvre.
De vuelta en Alemania, trabajó en obras de mayor tamaño para altares y cuadros decorativos para palacios, incluidos la Residencia de Múnich y el Schloss Bückeborg (Goldener Saal), más en el estilo del manierismo nórdico que en su trabajo italiano.
Se cree que empleó a Adam Elsheimer como asistente suyo entre 1598 o 1599, y no existe duda de que fue Rottenhammer la persona que le presentó a Paul Brill. Dos dibujos de Rottenhammer que hoy se encuentran en Copenhague pertenecieron a Elsheimer y tienen una inscripción según la cual se trataba de un regalo de Rottenhammer. Las obras de Elsheimer en su época de madurez son todas pequeñas y en cobre, y continuó desarrollando la síntesis de Rottenhammer de los estilos alemán e italiano, así como el uso de los paisajes.  Entre sus obras destacadas están las pintadas para el emperador Rodolfo II de Austria: Natividad (1608), Batalla entre centauros y lapitas , y cuatro más, en el Museo de Viena.

## Galerías
Se pueden encontrar obras de Hans Rottenhammer en las principales galerías de arte de Londres, Múnich, Berlín, Cambridge, San Petersburgo, Ámsterdam, Schwerin, Milán y Los Ángeles. La mayoría de sus retablos y diseños decorativos aún pueden contemplarse en los lugares para los cuales las pintó.